# Oparau (fleuve)
Le fleuve Oparau  (en anglais : Oparau River) est un cours d’eau de la région de Waikato dans l’Île du Nord de la Nouvelle-Zélande

## Géographie
Elle s’écoule vers le sud-ouest à partir de sa source située dans le  Parc Forestier de Pirongia et se déverse dans Kawhia Harbour à 5 km à l’est de la ville de ‘Kawhia’.

(en) Land Information New Zealand, « détail emplacement: Oparau (fleuve) », sur New Zealand Gazetteer (consulté le 12 juillet 2009)